# Elfen (strip)
Elfen (originele titel: Elfes) is een van oorsprong Franse fantasystripreeks waarin elfen centraal staan. De stripverhalen spelen zich af in de “Wereld van Arran”; een universum gecreëerd door de scenaristen Jean-Luc Istin en Nicolas Jarry. Het eerste album werd in februari 2013 gepubliceerd door de Franse uitgeverij Éditions Soleil. De Nederlandstalige editie wordt sinds 2014 uitgegeven door de Belgische stripuitgeverij Daedalus in hardcover en softcover. De verhalen worden geschreven en getekend door wisselende duo's.

## Inhoud
De stripserie Elfen is een conceptreeks in de subgenres high fantasy en heroïsche fantasy. De stripalbums verschijnen in cycli van vijf stripboeken met vijf vaste scenarist/tekenaar-koppels die verhalen vertellen met een van de vijf elfenvolken in de hoofdrol; blauwe elfen, boselfen, witte elfen, halfelfen en zwarte elfen.
De afzonderlijke albums kunnen onafhankelijk van elkaar gelezen worden met afgeronde verhalen. In de eerste cyclus worden de verschillende elfenvolken gepresenteerd met belevenissen die (op het eerste gezicht) niks met elkaar te maken hebben. Aan de hand van een aantal prominente personages leren we de volken in de opvolgende albums geleidelijk beter kennen. Verweven door de losse delen van de stripboekreeks lopen grotere en kleinere verhaallijnen die steeds meer naar elkaar toe komen door de strijd tegen de oprukkende legers van een gemeenschappelijke vijand.

## Conceptreeks
Elfen is de eerste conceptreeks van Éditions Soleil, op initiatief van de Franse stripauteurs Jean-Luc Istin en Nicolas Jarry.
Een conceptstripserie vertelt niet een reeks op elkaar volgende verhalen, maar een opeenvolging van onafhankelijke vertellingen, die zich afspelen in een gemeenschappelijk universum of een gemeenschappelijk thema behandelen. De strips kunnen in chronologische, maar ook in willekeurige volgorde gelezen worden. Meestal wordt elk album in de conceptreeks geschreven en getekend door een ander tandem van scenarioschrijver en tekenaar, soms aangevuld door een vaste inkleurder, met een supervisor om de coherentie tussen de delen te bewaren. Uitgevers realiseerden zich in de vroege jaren 2000 al snel het potentieel van een conceptserie. Doordat er meerdere koppels werken aan de beeldverhalen kunnen er jaarlijks 2 tot 4 albums gepubliceerd worden, en loop je minder kans om het publiek te verliezen dat misschien niet het geduld heeft om een jaar (of zelfs langer) te wachten op een volgend deel.
Het serieconcept van Elfen houdt in dat vijf vaste scenarist/tekenaar-duo's belevenissen vertellen van elk van de vijf elfenvolken. Hoewel de albums soms los, dan weer directer met elkaar te maken hebben, kunnen de afzonderlijke beeldverhalen onafhankelijk van elkaar gelezen worden, en geeft de stripcollectie als geheel een algemeen beeld van het ras der Elfen. Voor de fans die alle boeken lezen speelt er ook nog een groter verhaal, vervlochten door alle delen.
Een nadeel van wisselende tekenaars kan zijn dat de continuïteit qua tekenstijl soms verstoord wordt, maar bij Elfen ligt de stijl van de verschillende tekenaars relatief dicht bij elkaar, en maken ze allemaal gebruik van variërende bladschikking, kadrering en perspectieven.
Overzicht van scenarist/tekenaar-koppels:
| Elfenvolk    | Scenario                                           | Tekeningen                                         | Album(s)         |
| ------------ | -------------------------------------------------- | -------------------------------------------------- | ---------------- |
| Blauwe Elfen | Jean-Luc Istin                                     | Kyko Duarte                                        | 1, 6, 11, 16, 21 |
| Boselfen     | Nicolas Jarry                                      | Gianluca Maconi Gianluca Maconi, Bertrand Benoît   | 2, 7, 12, 17 22  |
| Witte Elfen  | Olivier Peru                                       | Stéphane Bileau Stéphane Bileau, Pierre-Denis Goux | 3, 8, 13, 23 18  |
| Halfelfen    | Éric Corbeyran                                     | Jean-Paul Bordier Gwendal Lemercier Bojan Vukic    | 4 9 14, 19, 24   |
| Zwarte Elfen | Marc Hadrien (pseudoniem van:) Christophe Arleston | Ma Yi Popescu Dana Dimat                           | 5, 10 15 20      |

## Universum van Arran
De makers van Elfen hebben een ‘universum’ bedacht waarin een aantal rassen, volkeren en karakters parallel aan elkaar avonturen beleeft die in meerdere of mindere mate met elkaar te maken hebben. Deze verhalen spelen zich af in de ‘Landen van Arran’.  De kaart van de ‘Wereld van Arran’ is ontstaan uit een eerste ontwerp van scenarioschrijver Olivier Peru en voltooid door grafisch ontwerpster Gaelle Merlini. De naam komt van de god van de elfen, Arran.
Behalve elfen en mensen spelen in de albums een aantal andere mythische karakters een grote rol: dwergen, orks, goblins en magiërs. De karakters, volken, architectuur en aankleding in het universum van Arran hebben duidelijk invloeden van de Europese middeleeuwen en de fantasywereld van J.R.R. Tolkien, Warhammer en Warcraft, die hun inspiratie grotendeels vinden in de Germaanse en Noordse mythologie.
Door het succes van Elfen kon medebedenker Nicolas Jarry zijn ideeën voor een nieuwe conceptreeks over Dwergen uitwerken, om zo een nog sterker gedefinieerd, uitgestrekt en samenhangend fantasy-universum te creëren met kruisende verhaallijnen, waarbinnen ook de latere spin-offs Orks & Goblins en Magiërs een plek kregen. De hele collectie is zodoende doorontwikkeld van conceptserie naar hyperserie en de uitgeverij brengt nu gemiddeld elke 2 maanden een nieuw album uit dat zich afspeelt in het uitgebreide universum.

### De Elfenvolken
Elfen zijn onsterfelijke wezens die leven in de landen van Arran (Arran is zowel God als Aarde). De Elfen zijn de tweede kinderen van Arran; ze kwamen kort na de Draken en vóór de Mens. Witte Elfen vormen de oorsprong van alle andere elfenrassen die later tijdens het Grote Schisma zijn ontstaan. Het mysterie van hun oorsprong en het grote schisma wordt pas in deel 30 onthuld.
De elfen zijn in deze serie al eeuwenlang in verschillende volken verdeeld en delen ogenschijnlijk weinig met elkaar, omdat ze elk hun lot apart beleven. Toch lijken hun levenslijnen gedurende het tijdvak waarin deze reeks zich afspeelt steeds meer naar elkaar toe te lopen door een broeiende oorlog die verband houdt met de magie van lang vergeten elfen. Vanuit het noorden vertrekt een steeds groter wordend leger dat het aanzien van de landen van Arran zal veranderen, en waartegen de elfen en andere rassen zich gezamenlijk zullen moeten wapenen.

#### Blauwe elfen
De blauwe elfen zijn zee-elfen die hun naam danken aan hun verbondenheid met water, hun maritieme leefomgeving en de blauwe kleur van hun huid. Ze stammen af van de witte elfen en zijn verdeeld in twee clans. De noordelijke clan leeft in de Polanis-archipel en wordt geregeerd door een koning, met Elsemur als hoofdstad. Deze stad ligt middenin de zee, beschermd en omgeven door magie. In het zuiden leven de blauwe elfen voornamelijk op hun schepen en beschouwen ze de drijvende stad Port-Vogue, midden op zee, als hun thuishaven.

#### Boselfen
De boselfen leven in de bossen van Duhann, Daëdenn en Celiandes. Ze zijn nauw verbonden met de aarde en de natuur en zijn beoefenaars van de druïde-magie. De boselfen stammen af van de witte elfen, maar in de loop der tijd is de hoge magie en veel kennis van de oude tijden verloren gegaan. Het zijn formidabele strijders die, terwijl de mensen steeds dichter bij hun leefgebied komen, een teruggetrokken en eenvoudig bestaan leiden en zorgvuldig waken over hun onafhankelijkheid en heilige plaatsen. De drie koninkrijken van de boselfen, ook wel groene elfen genoemd, worden geregeerd door een raad van oudsten, die wordt voorgezeten door een koningin en een 'jachtheer', de heerser van de strijdkrachten van het koninkrijk. De titel van jachtheer is erfelijk en wordt overgedragen van vader op zoon, terwijl de koningin niet noodzakelijkerwijs afstamt van de vorige koningin.

#### Witte elfen
De witte elfen worden ook wel de hemelse elfen of oorspronkelijke elfen genoemd, omdat ze de eerste bewoners van de landen van Arran waren. Ver in het noordwesten liggen de ontoegankelijke eilanden van hun archipel, waar deze wijze elfen alle sporen van de oudste magie ter wereld kunnen bewaren. De witte elfen beschouwen zichzelf als de bewakers van de wereld en leggen zich toe op de bescherming van alles wat ooit zal verdwijnen: boeken, wapens, kunstvoorwerpen en zelfs levende wezens. Ze zorgen voor draken en andere bedreigde diersoorten, zoals griffioenen, die vanwege de uitbreiding van menselijke steden steeds zeldzamer worden. Er zijn maar weinig witte elfen en hun aantallen lopen steeds verder terug. Hun archipel wordt actief gezocht door piraten, die de zeeën afschuimen om hun eilanden te ontdekken en de onmetelijke rijkdommen die ze bevatten te plunderen.

#### Halfelfen
Halfelfen komen voort uit relaties tussen mensen en elfen. Ze hebben geen territorium, geen vaderland, geen koning en geen eenheid. Ze worden door de ‘zuivere’ rassen veracht, vervolgd, verjaagd, verbannen, gevangengezet of gedood bij de geboorte. Sommigen leven samen in stammen, anderen wonen verspreid, maar ze proberen allemaal te overleven in de ongastvrije mensenwereld. Trein Er'Madenn, stad van de halfelfen, werd opgericht om ze samen te brengen en hen een thuis te bieden. Ze kunnen, naast spitse oren die duiden op hun elfenverwantschap, onderscheidende kenmerken hebben zoals hoorns op het hoofd, en specifieke vaardigheden zoals magie, nachtzicht, helderziendheid, visioenen of grote fysieke kracht.

#### Zwarte elfen
In elk elfenras worden nu en dan kinderen geboren met aparte genen. Dat het eigenlijk zwarte elfen zijn komt pas naar voren wanneer ze opgroeien. Deze elfen, met het zwarte gen, vertonen zeer gewelddadig gedrag en zijn voorbestemd om echte killers te worden. Ze worden gerekruteerd door ronselaars en weggebracht naar de heiligdom van de zwarte elfen, de citadel van Slurce in het Doornmassief. In deze burcht leren ze hun impulsen te kanaliseren en krijgen ze een meedogenloze opleiding tot nobele en elegante huurmoordenaars, een beroep waar ze de rest van hun, al dan niet korte, leven aan wijden. Tijdens hun vorming wordt hun huid ongeacht de oorspronkelijke kleur langzaam zwart. Zwarte elfen hebben een strikte erecode en laten geen enkele zwakte toe. Om hun beroep niet te verraden integreren ze in de maatschappij van de mensen als muzikanten, kunstenaars, dichters en andere artiesten.

#### Rode elfen
Rode elfen, ook wel vulkaan- of vuurelfen genoemd, worden in de serie niet diepgaand behandeld. Ze danken hun naam aan hun relatie met lava en vuur, waaraan ze hun huidskleur ontlenen. Hun volk is vrijwel geheel uitgestorven, uitgeroeid door de Zwarte elfen met de hulp van een corrupte magiër, toen de koning van de Rode elfen weigerde zijn dochter over te dragen aan Slurce, hoewel zij het ‘zwarte gen’ droeg. Later werd ontdekt dat er meer politieke redenen waren achter hun uitroeiing. Slechts een paar Rode elfen wisten te ontsnappen aan de volkerenmoord, maar niet in voldoende aantallen om hun volk weer op te bouwen. Pas eeuwen later lukte het, door tussenkomst van de Blauwe elfen, om de vloek van het zwarte gen op de laatst overgebleven Rode elfen te doorbreken zodat het volk zich onder bescherming van de Blauwe elfen kon herstellen. Er is niet veel bekend over hun kenmerken, hoewel het erop lijkt dat ze onder de andere elfen bekend stonden om hun krijgskunsten, waardoor ze zelfs voor hun normen gezien werden als dodelijke jagers. Ze woonden meestal in grote steden in de buurt van vulkanische gebieden, waaruit ze putten om hun magie te gebruiken.

### De Dwergen
In vroegere tijden vormden de dwergen een machtig volk, verenigd onder één koning. Hun beschaving domineerde de oostelijke landen met volledige suprematie, tot aan het (nog niet belichte) Grote Schisma dat geleid heeft tot het uiteenspatten van een duizendjarig koninkrijk in talloze kasteel-staten, verschanst in het hart van het hoogste en minst toegankelijke gebergte van de wereld, met elk hun eigen koning. Kennis en macht, tot dan toe geconcentreerd in de handen van een paar machtige dwergen, werden verdeeld over vier heersende ordes: de Orde van de Smidse, de Talion, de Tempel, en het Schild. Daarna werd er een vijfde orde opgericht die bestond uit verstotenen en onterfden, paria’s en kansarmen: de Orde van de Zwervers.
Ondanks de verdeeldheid en het verlies van een centrale macht, behield de dwergnatie, dankzij de vijf ordes, door de eeuwen heen haar waarden en eenheid. Hoewel de dwergen niet zo talrijk zijn als ze ooit waren, zijn ze nog steeds de meest geduchte krijgers van de wereld, ongeëvenaarde ambachtslieden en geniale ingenieurs.
De Dwergen uit de stripserie lijken erg op die van de klassieke voorstelling van een Dwerg. Het zijn kleine, maar ongelooflijk robuuste individuen, die hun kleine gestalte compenseren met hun fysieke kracht en vakmanschap, begiftigd met een sterk gevoel van eer en plicht jegens hun soevereine heer. Ze kunnen 200 jaar oud worden, en van sommige Dwergen, die het bloed van de voorouderlijke dwergen hebben geërfd, is bekend dat ze zelfs nog langer leven. Ze staan ook zeker bekend om hun koppigheid, hebzucht en interesse in goud.
De epische verhalen van de Dwergen worden verteld in de stripserie Dwergen, ontwikkeld en geschreven door de medebedenker van Elfen, Nicolas Jarry, met het grafisch ontwerp van  tekenaar Pierre-Denis Goux. Hun vertellingen lopen regelmatig parallel aan die van Elfen, en de hoofdpersonen zien we herhaaldelijk terug in beide reeksen.

### Andere rassen
- De Mensen leven in alle landen van Arran. Van Borduria en Nodrënn in het noorden tot aan de zuidelijke rijken. Ze bewonen grote delen van het centrale gedeelte van Arran: de Stadstaten van Tarascon, de Koninkrijken van Léhon en Lombardie, en het meer noordelijk gelegen Yrlanie. In het zuiden leven ze in het Keizerrijk van Assanide en het Rijk van Dumn, gescheiden van de Landen der Ogers door een uitgestrekt gebergte.[3] Er zijn vele soorten samenlevingen: van stedelijke gemeenschappen in de stadstaten, tot de clans van Yrlanie en de nomadenstammen van Ourann, het Land der Winden.
- Orks en Goblins leven voornamelijk in het oosten van Arran, diep in Ourann en in de woestenij van Birkanie.[5] De twee rassen vertonen veel gelijkenissen, hebben een nauwe verwantschap, en kruisingen tussen beide komen voor (orklins). Beide rassen leven in clans met een stamhoofd. Ze staan vijandig tegenover mensen, elfen en dwergen, en zullen het ook niet laten deze op te jagen en op te eten. Ze zijn wat dommig, absoluut niet bang voor de dood, maar zullen alles doen voor lijfsbehoud (ook over de rug van een ander). De goblin ziet de ork als zijn grotere, sterkere broeder, en hoewel ze fysiek wel wat van elkaar weg hebben (ze zijn groen en hebben puntoren), zijn er ook duidelijke verschillen. Orks zijn groot, gespierd en soms dik. Ze zijn enorm strijdlustig, eergevoelig, en hopen op een mooie dood in de strijd. Orks laten zich soms inhuren als betaalde strijders, zelfs door andere rassen. Goblins zijn kleiner en tenger, en hebben vaak een ineengedoken, kwaadaardige houding. Ze hebben dikwijls vleermuisachtige puntoren en een haakneus. Ze kunnen geniepig en achterbaks zijn; eer is voor hen minder belangrijk dan reputatie. Goblins hebben scherpe, puntige nagels waarmee sommigen muren en rotsen kunnen beklimmen. Onder hen zijn er een paar die gespecialiseerd zijn als meesterdief of sluipmoordenaar.
In Elfen worden orks en goblins relatief eenzijdig geportretteerd, maar soms, zoals in het album “De Koningin van de Boselfen”[13], zien we een glimp van hun manier van leven. De makers van het universum van Arran besteden in de spin-off Orks & Goblins uitgebreid aandacht aan het bestaan van deze 2 verwante rassen, aan de hand van op zichzelf staande verhalen gesitueerd in dezelfde wereld.
- De wereld van Arran kent nog vele andere volkeren en creaturen. De meeste zijn karakteristiek voor het fantasygenre. Ogers en trollen bewonen de ruige gebieden ten zuiden van het Assanidische rijk, en het onmetelijke gebergte in het uiterste oosten en noordoosten, voorbij Birkanie.[5] In een aantal verhalen komen zeldzame wezens voor als draken, griffioenen, centaurs en harpijen. Sommige schepsels zijn zo archaïsch en kwaadaardig dat men er niet eens een naam voor heeft.
In de Orient, nabij de westkust van de zuidoostelijke landen, ligt de Stad der Halfbloeden. Het is een wetteloze stad vol struikrovers en bannelingen die een enorme populatie halfbloeden herbergt. Halfogers, halfelfen en anderen van gemengd bloed leven er naast mensen en dwergen. Bastaards vinden we terug in alle landen van Arran, maar vrijwel overal wordt er op hen neergekeken door de ‘zuivere’ rassen.

## Albums

### Cyclus 1
1. Het Krystal van de Blauwe Elfen

Scenario: Jean-Luc Istin / Tekeningen: Kyko Duarte / Inkleuring: Studio Impacto / Vertaling: Frank Vanzeer

Oorspronkelijke titel: Le Crystal des Elfes Bleus, 27 februari 2013

Nederlandstalige editie (softcover): februari 2014
- De blauwe elfen van Ennlya, een kleine havenstad in Nodrënn, zijn allemaal uitgemoord! Lanawyn en Turin gaan op onderzoek: alle sporen leiden naar een Yrenclan.
In de eilandenstad Elsémur slaagt Vaalann, een jonge blauwe elf, in de zinnenwaterproef. De moeder-zieneres kijkt in haar toekomst, die verbonden blijkt met het heilige krystal. “Wie het krystal bezit, bezit de oceaan.” Is Vaalann de uitverkorene die de elfen verwachten?
Van onderzoek naar initiatie brengt dit verhaal ons naar een wereld van valse schijn, dromen en desillusies![15]

2. De eer van de Boselfen

Scenario: Nicolas Jarry / Tekeningen: Gianluca Maconi / Inkleuring: Studio Impacto / Vertaling: Frank Vanzeer

Oorspronkelijke titel: L’honneur des Elfes sylvains, 1 april 2013

Nederlandstalige editie (softcover): april 2014
- De boselfen leven teruggetrokken en waken zorgvuldig over hun onafhankelijkheid en hun heilige plaatsen. Wie hun grondgebied binnendringt blijft niet lang leven… Eysine, de stadstaat in het oosten, leeft al sinds jaar en dag met respect voor de oude wetten die elfen en mensen verbinden. Wanneer een machtig leger orkenhuurlingen het koninkrijk binnenvalt, besluit Llali, de dichter van de koning van Eysine, de elfen ter herinneren aan het verdrag tussen beide rassen.
Dit is het verhaal van twee volkeren die niet meer weten dat ze een verleden delen… Het is ook het verhaal van een elf en een vrouw die de kracht in zich dragen om dit verleden opnieuw tot leven te brengen.[8]

3. Witte Elf, zwart hart

Scenario: Olivier Peru /  Tekeningen: Stéphane Bileau / Inkleuring: Luca Merli / Vertaling: Frank Vanzeer

Oorspronkelijke titel: Elfe Blanc, cœur noir, 21 augustus 2013

Nederlandstalige editie (softcover): oktober 2014
- De onsterfelijke en wijze witte elfen leven teruggetrokken op hun eilanden, ver van de mensen en de andere elfen. Ze beschouwen zichzelf als de bewakers van de wereld en leggen zich toe op de bescherming van alles wat ooit moet verdwijnen: boeken, wapens, kunstvoorwerpen en zelfs levende wezens.
Wanneer een witte raak zich in de mensengebieden waagt, moeten de elfen er wel achteraan om hem naar hun eilanden te brengen. Ze sturen er twee van hun beste spoorzoekers op uit. Witte elfen, witte draak… De klopjacht begint.[9]

4. De uitverkorene der halfelfen

Scenario: Éric Corbeyran  /  Tekeningen: Jean-Paul Bordier / Inkleuring: Digikore Studios / Vertaling: Frank Vanzeer

Oorspronkelijke titel: L’Élu des semi-Elfes, 23 oktober 2013

Nederlandstalige editie (softcover): februari 2015
- De halfelfen hebben territorium noch vaderland, koning noch eenheid. Het zijn ontaarde bastaardkinderen, de vrucht van verboden relaties tussen elfen en mensen. Ze worden door de ‘zuivere’ rassen gehaat, vervolgd, verjaagd, verbannen en gevangen genomen, als ze niet bij de geboorte al gedood worden. Sommigen leven samen in stammen, anderen wonen verspreid, maar ze proberen allemaal te overleven in de ongastvrije mensenwereld. Maar de tijden veranderen en een oude profetie duikt weer op. De aankondiging van een merkteken, van een uitverkorene, van een tijdperk… Hun lot lijkt bezegeld, rampspoed lijkt hun deel, maar eigenlijk begint hun verhaal nog maar.[10]

5. De dynastie van de Zwarte elfen

Scenario: Marc Hadrien  /  Tekeningen: Ma Yi / Inkleuring: Ma Yi / Vertaling: Frank Vanzeer

Oorspronkelijke titel: La Dynasty des Elfes noirs, 15 januari 2014

Nederlandstalige editie (softcover): april 2015
- In elk elfenras worden nu en dan kinderen met aparte genen geboren. Dat het eigenlijk zwarte elfen zijn komt pas aan het licht wanneer ze opgroeien. Een ronselaar ontdekt de kleine Gaw’yer, een vrije blauwe elf die de oceanen bezeilt, en haalt hem bij zijn ouders weg om hem naar de sinistere citadelschool van Slurce te brengen. Daar zal hij opgroeien en een zware opleiding krijgen die zijn impulsen moet kanaliseren en van hem een ijskoude en meedogenloze killer maakt. Slurce verbergt echter ook een verontrustend geheim, namelijk het lot van de zwarte elfen.[11]

### Cyclus 2
6. De Missie van de Blauwe Elfen

Scenario: Jean-Luc Istin  /  Tekeningen: Kyko Duarte / Inkleuring: Studio Impacto / Vertaling: Frank Vanzeer

Oorspronkelijke titel: La mission des Elfes bleus, 18 juni 2014

Nederlandstalige editie (softcover): juni 2015
- Wanneer de dagen korter en de nachten langer worden ontwaakt er wat vreemds waar de regent van Aspen geen hoogte van krijgt. Langzaam komt het vrij in de lucht, als een geur die je koude rillingen bezorgt en die de ruggengraat van de allerdappersten doet verstijven. Er worden mensen vermoord. Bij dageraad worden hun lijken gevonden. Vreemd genoeg blijken de eerste slachtoffers net de sterkste krijgers. Dan beginnen er lijken te verdwijnen… De bewoners van Aspen leven in angst. De regent roept de hulp in van Aamnon, de koning van de blauwe elfen uit het noorden, die Lanawyn en Turin het bevel geeft over een missie naar Nodrënn…[21]

7. Het Krystal van de Boselfen

Scenario: Nicolas Jarry /  Tekeningen: Gianluca Maconi / Inkleuring: Olivier Héban / Vertaling: Frank Vanzeer

Oorspronkelijke titel: Le Crystal des Elfes sylvains, 20 augustus 2014

Nederlandstalige editie (softcover): oktober 2015
- Na het offer van prinses Llali en Yfass, waardoor mensen en elfen de orken konden verslaan, verenigden de archipelkoningen hun krachten om de alliantie tot diep in het woud terug te dringen en het koninkrijk te vuur en te zwaard te veroveren. 
Nu is het tijd om orde op zaken te stellen…[23]

8. De laatste Schaduw

Scenario: Olivier Peru /  Tekeningen: Stéphane Bileau / Inkleuring: Luca Merli / Vertaling: Frank Vanzeer

Oorspronkelijke titel: La Dernière Ombre, 22 oktober 2014

Nederlandstalige editie (softcover): februari 2016
- Fall leeft een kluizenaarsbestaan, alleen met zijn witte draak. Zijn woede tegen de allesverwoestende mens bekoelt niet. De haat die hij koestert wordt alleen maar groter, vervreemdt hem van zijn elfenaard en zet hem ertoe aan zijn toorn op de mens te botvieren. Hij en zijn draak zijn de sombere creaturen uit legendes geworden, die bekend staan als de Laatste Schaduw. Maar ondanks die vreselijke reputatie zijn er mensen, dwergen en orken voor wie de elf en de draak de ultieme jachttrofee vormen. Ze zijn tot alles bereid om hem te doden… De jager wordt de prooi.[25]

9. Het beleg van Cadanla

Scenario: Éric Corbeyran  /  Tekeningen: Gwendal Lemercier / Inkleuring: Digikore Studios / Vertaling: Frank Vanzeer

Oorspronkelijke titel: La Siège de Cadanla, 21 januari 2015

Nederlandstalige editie (softcover): mei 2016
- Vilder Fah-Laën en zijn verloofde Mei-Hooh wonen en werken in het halfelfengetto van Cadanla. Op een ochtend kondigt het stadsbestuur een quarantaine af en wordt het slachthuis gesloten.  Fah- Laën krijgt de zware taak om alle besmette beesten te slachten, en zo besmetting tegen te gaan. Intussen meren er in het noorden, bij de breuk van Nordrënn, vreemde schepen aan, die een massa uitgehongerde ghouls vervoeren. De horde bereikt korte tijd later de stad en richt daar een echte slachting aan. De toestand lijkt hopeloos maar Fah-Laën, die nog in het slachthuis opgesloten zit, heeft een plan om Cadanla te redden.[27]

10. Zwarte Elf, Somber Hart

Scenario: Marc Hadrien  /  Tekeningen: Ma Yi / Inkleuring: Olivier Héban / Vertaling: Frank Vanzeer

Oorspronkelijke titel: Elfe noir, cœur sombre, 25 maart 2015

Nederlandstalige editie (softcover): december 2016
- Gaw’yn woont niet langer in de citadel van Slurce, de plek waar hij opgeleid werd om zoals elke Zwarte Elf een meedogenloze killer te worden. Zijn eerste opdracht is het uitmoorden van de familie Su Glemantes die de troon in de stad Scarande zal erven. Gaw’yn slaagt erin om als leermeester aan de slag te gaan bij het gezin en bedenkt een ingenieuze valstrik om zich van hen te ontdoen. Nochtans zal alles niet volgens plan verlopen. De aanwezigheid van de bevallige Dyfeline brengt hem immers sterker in de war dan hij zich had kunnen voorstellen. Die gevoelens zijn in tegenspraak met zijn aard. Is hij echt zo zwart als hij dacht?[29]

### Cyclus 3
11. Kastennroc

Scenario: Jean-Luc Istin  /  Tekeningen: Kyko Duarte / Inkleuring: Olivier Héban / Vertaling: Frank Vanzeer

Oorspronkelijke titel: Kastennroc, 23 september 2015

Nederlandstalige editie (softcover): mei 2017
- Kastennroc is een legendarische en onneembare vesting. Blauwe Elfen en Yren proberen er een hinderlaag te spannen voor Lah’saa, de Zwarte Elf, die aan het hoofd van een honderdduizendkoppig ghoulleger de Landen van Arran wil veroveren. Het elfenleger kan rekenen op het Blauwe Krystal en een van de indrukwekkendste strijders van Arran: Redwin de dwerg. De oorlog zet Kastennroc in vuur en vlam en niemand weet wie zal overwinnen[31]

12. De Koningin van de Boselfen

Scenario: Nicolas Jarry /  Tekeningen: Gianluca Maconi / Inkleuring: Olivier Héban / Vertaling: Frank Vanzeer

Oorspronkelijke titel: La reine des Elfes sylvains, 2 december 2015

Nederlandstalige editie (softcover): september 2017
- Ora, een jonge elf die bij de orken opgroeide, krijgt een opleiding tot strijder en wil bewijzen dat ze haar clan waardig is. Daarom beslist ze om wraak te nemen op de moordenares van haar vader: Eliselii, de Koningin van de Boselfen. Haar ombrengen zou echter het definitieve einde van de Boselfen betekenen, want overal vallen mensen ten prooi aan de monsters die zich vanuit het noorden verspreiden.[13]

13. Gelukzalig de Dode Strijder

Scenario: Olivier Peru /  Tekeningen: Stéphane Bileau / Inkleuring: Luca Merli / Vertaling: Frank Vanzeer

Oorspronkelijke titel: Heureux le guerrier mort, 27 april 2016

Nederlandstalige editie (softcover): november 2017
- Lah’saa en haar dodenlegioenen zaaien overal waar ze voorbijtrekken dood en vernieling. Geen heer, geen leger, geen muur lijkt bij machte de dodenbezwerende zwarte elf te stoppen… tot Fall en zijn draak haar pad kruisen. De tijd waarin de oudste en machtigste wezens de strijd met elkaar aangaan, is aangebroken. Het strijdtoneel wacht. Wie zal er de dood vinden? De witte elf of de zwarte elf?[34]

14. Het Oordeel van de Put

Scenario: Éric Corbeyran  /  Tekeningen: Bojan Vukic / Inkleuring: Digikore Studios / Vertaling: Frank Vanzeer

Oorspronkelijke titel: Le jugement de la fosse, 23 juni 2016

Nederlandstalige editie (softcover): mei 2018
- In de halfelfenstadstaat Trein Er’Madenn, weigert de hoge raad vanwege een grenzeloze haat en rancune elke vorm van handel met de Mensen. Urghain, een van de belangrijkste raadslieden van de stad, verzet zich tegen dat beleid. Tijdens een woordenwisseling met medestanders van de hoge raad doodt hij per ongeluk een van hen. Zijn gelijken veroordelen hem tot ‘de put’, maar hij wordt wonder boven wonder gered door een mysterieuze onbekende die een Ghoul gevangenhoudt en Urghain en zijn vrienden laat weten dat er een invasie op til is die de Halfelfen weinig hoop te bieden heeft.[36]

15. Zwart als bloed

Scenario: Marc Hadrien  /  Tekeningen: Popescu / Inkleuring: Olivier Héban / Vertaling: Frank Vanzeer

Oorspronkelijke titel: Noir comme le sang, 21 september 2016

Nederlandstalige editie (softcover): augustus 2018
- Gaw’yn en Dyfeline ontvluchten Scarande wanneer hun schip door noordelijke barbaren onder leiding van een zwarte halfelf wordt aangevallen. Als ze niet worden verscheurd zullen ze de rangen van het ghoulleger versterken dat de zuidelijke keizerrijken voor Lah’saa wil veroveren. Dyfeline raakt besmet en Gaw’yn sluit een pact in een poging om zijn geliefde te redden. 
Terwijl de zwarte halfelf naar Majinorr trekt, is er nog een gevaar dat Gaw’yn bedreigt: zijn voormalig mentor en trouwste vijand zijn hem op het spoor en willen wraak. De plannen van de dodenbezweerster Lah’saa veranderen echter, en Slurce, het heiligdom van de zwarte elfen, wordt het nieuwe doelwit van het ghoulleger…[38]

### Cyclus 4
16. Rood als lava

Scenario: Jean-Luc Istin  /  Tekeningen: Kyko Duarte / Inkleuring: Olivier Héban / Vertaling: Frank Vanzeer

Oorspronkelijke titel: Rouge comme la lave, 15 februari 2017

Nederlandstalige editie (softcover): november 2018
- Lah’saa en haar ghoulleger houden zich op aan de voet van de citadel van Slurce. De Zwarte Elfen krijgen de keuze: haar als hun nieuwe Vorstin aanvaarden of volledig worden uitgeroeid. 
Er nadert echter nog een leger onder leiding van Tenashep de Witte Elf, Redwin de Dwergenkrijger, Aamnon de Blauwe-Elfenheer en Gal de Yr. Er zou zich zelfs een ëër in hun gezelschap bevinden…[40]

17. Het zwarte bloed van de Boselfen

Scenario: Nicolas Jarry / Tekeningen: Gianluca Maconi / Inkleuring: Nicola Righi / Vertaling: Frank Vanzeer

Oorspronkelijke titel: Le sang noir des Elfes sylvains, 17 mei 2017

Nederlandstalige editie (softcover): maart 2019
- Ilaw is een rebelse en gewelddadige jonge Boself. Sinds zijn zevende zwerft hij in  gezelschap van zijn oom over de zeeën van Arran. Hij is zijn kinderjaren helemaal vergeten… Tot hij erachter komt waarom zijn ouders hem verlieten.[42]

18. Alyana

Scenario: Olivier Peru / Tekeningen: Stéphane Bileau, Pierre-Denis Goux / Inkleuring: Luca Merli / Vertaling: Frank Vanzeer

Oorspronkelijke titel: Alyana, 27 september 2017

Nederlandstalige editie (softcover): mei 2019
- Vanuit verafgelegen zeeën en alle uithoeken van de witte eilanden komen dieren een eerbetoon brengen aan Alyana, het meisje geboren uit de relatie tussen Fall en Tenashep. Het kind komt met  open ogen ter wereld en kan onmiddellijk praten. Het groeit snel op en geeft blijk van verbazingwekkende krachten, die afgunst en angst oproepen. Haar vader was een van de grootste jagers van deze wereld, maar Alyana dreigt uit te groeien tot de begeerlijkste prooi. 
Er wordt gefluisterd dat het kind een deel van de sombere ziel van Lah’saa in zich draagt, maar de waarheid is misschien nog veel erger.[44]

19. De Heremiet van Ourann

Scenario: Éric Corbeyran  /  Tekeningen: Bojan Vukic / Inkleuring: Digikore Studios / Vertaling: Frank Vanzeer

Oorspronkelijke titel: L'ermite de l'Ourann, 25 oktober 2017

Nederlandstalige editie (softcover): augustus 2019
- ”Mijn naam is Cleeriis. Ik was 13 toen dit verhaal begon. Net zoals alle overgeleverde vertellingen bevat dit verhaal de dromen en hoop van een volk. Het gaat over een geheim. Ik zal het jullie vertellen.” Galamnon en Aaliatep, twee witte elfen, doen onderzoek naar de verdwijning van Nawel, een oude heremiet. Ze krijgen daarbij hulp van een koralisduiker met de naam Cleeriis. Eenmaal op Ekrin, een klein eiland in het midden van de oceaan, blijkt de waarheid somberder dan ze zich hadden voorgesteld. De speurtocht leidt naar vergeten periodes uit de geschiedenis van Arran en maakt duidelijk waar het halfelfenvolk werkelijk vandaan komt.[46]

20. Zwartgeschubd

Scenario: Christophe Arleston  /  Tekeningen: Dana Dimat / Inkleuring: Olivier Héban / Vertaling: Frank Vanzeer

Oorspronkelijke titel: Noirs d’ecailles, 29 november 2017

Nederlandstalige editie (softcover): november 2019
- Op hun eindeloze vlucht zijn Gaw’yn en Dyfeline in Akrähyng terechtgekomen, de stad die bekend staat om de drakenteelt. Hun demonen gunnen hen echter geen rust… Gaw’yn moet koste wat het kost aan Thnenbloemen raken, want die vormen de enige remedie tegen de bloeddorstige neigingen van een Ar’Tîen en Dyfeline slaagt er maar niet in zichzelf te vergeven voor de moorden die ze tijdens haar eerdere leven als ghoul op haar geweten heeft. 
Ver van de citadel van de Zwarte Elfen denken ze aan hun moordenaars ontkomen te zijn. Ze werken als stalknechten in een drakenkwekerij. Ze zijn vastberaden om hun brood op een eerlijke manier te verdienen, maar beseffen niet dat Slurce de Zwarte Elfen overal ter wereld heeft aangezet om hen te vermoorden.[48]

### Cyclus 5
21. Wedergeboorte

Scenario: Jean-Luc Istin  /  Tekeningen: Kyko Duarte / Inkleuring: Digikore Studios, Davide Mastrolonardo / Vertaling: Frank Vanzeer

Oorspronkelijke titel: Renaissance, 20 juni 2018

Nederlandstalige editie (softcover): februari 2020
- Lanawyn heeft de zwarte elfen Lea’yn en Feda’yn overtuigd om alles in het werk te stellen om opnieuw rode elfen te worden. Terwijl de band die haar met het blauwe krystal verbindt, almaar ijler lijkt te worden, moeten Lanawyn en haar bondgenoten allerlei gevaren doorstaan om de rode dynastie opnieuw tot leven te brengen. 
Maar onbekende krachten hebben zich verenigd tegen het plan en het zwarte legioen ingehuurd.[50]

22. De Hoeder van de Wortels

Scenario: Nicolas Jarry / Tekeningen: Gianluca Maconi, Bertrand Benoît / Inkleuring: Bertrand Benoît, Sebastien Lamirand, Digikore Studios / Vertaling: Dieter van Tilburgh

Oorspronkelijke titel: Le Gardien des racines, 21 november 2018

Nederlandstalige editie (softcover): mei 2020
- Beloënn is een prikkelbare meester van de wortels die angstvallig waakt over de oude bomen. Hij  leeft als kluizenaar tot Laëdyss, een jonge jaagster, hem op een dag om hulp komt vragen. Haar clan is uitgemoord en overal in de landen van Arran worden de boswezens gek en vallen ze Boselfen aan… De oorsprong van het kwaad lijkt diep in het woud van Duhann geworteld, in het heiligdom van koningin Ora, hoedster van het groene krystal…[52]

23. De smaak van de dood

Scenario: Olivier Peru / Tekeningen: Stéphane Bileau / Inkleuring: Élodie Jacquemoire / Vertaling: Dieter van Tilburgh

Oorspronkelijke titel: Le goût de la mort, 20 maart 2019

Nederlandstalige editie (softcover): augustus 2020
- Alyana heeft de reuzen gewekt die vroeger de landen van Alyana doorkruisten. Die plagen, ondanks hun omvang toch ongrijpbaar, vernielen alles op hun pad. Alyana is tot alles bereid om ze een halt toe te roepen.  Haar krachten blijven maar toenemen en maken van haar de enige elf die zo’n wonder kan verwezenlijken. 
Maar de andere Witte elfen zien haar kracht niet als een zegen. Integendeel, ze zijn bang van het jonge meisje… Velen beschouwen haar als een monster en staan klaar om zich tegen haar te keren.[54]

24. De strafkolonie van Komoorth

Scenario: Éric Corbeyran  /  Tekeningen: Bojan Vukic / Inkleuring: Olivier May / Vertaling: Dieter van Tilburgh

Oorspronkelijke titel: Le Bagne de Komoorth, 17 april 2019

Nederlandstalige editie (softcover): november 2020
- Op De Rots, een  verlaten eiland niet ver van de kust, ontvangt de heilige voorvader van de Halfelfen elke dag tientallen bezoekers. Ze willen met eigen ogen de eerste bastaard zien van een bastaardvolk dat al zovele jaren ploetert om een plaats te vinden in een wrede wereld die niets van hen moet weten. In de handen van Haarn’al schuilt een bovennatuurlijke kracht. Ze kunnen alle pijn verzachten…[56]